# De Vernufteling
De Vernufteling is Nederlands meest prestigieuze ingenieursprijs. Elk jaar strijden innovatieve ingenieursbureaus uit Nederland om de prijs voor het meest innovatieve project. Deze prijs voor het beste project van een Nederlands ingenieursbureau is een initiatief van brancheorganisatie NLingenieurs, en tijdschrift De Ingenieur.
Techniek zit voor de meeste Nederlanders verstopt achter vanzelfsprekende verworvenheden als viaducten, waterzuivering of verwarming. De Vernufteling maakt deze zichtbaar. Het doel van De Vernufteling is het werk van advies- en ingenieursbureaus erkenning en bekendheid te geven. Elk vernieuwend, technologisch geavanceerd of baanbrekend project met een duidelijke maatschappelijke relevantie en met betrokkenheid van een of meer van de leden van Koninklijke NLingenieurs kan worden ingezonden om in aanmerking te komen voor De Vernufteling.
Tussen 2006 en 2010 werd door de initiatiefnemers van De Vernufteling ook de Young Technical Professional Award uitgereikt. Deze prijs is specifiek bestemd voor ingenieurs tot 35 jaar die zich op een bijzondere wijze manifesteren en werkzaam zijn bij een ingenieursbureau. In 2007 won ir. Alice Clijncke, werkzaam voor Witteveen+Bos, deze prijs. Het daaropvolgende jaar werd Ir. Bart van Bueren van de TU Delft verkozen tot winnaar en in 2009 ging de eer naar Elder Besseling van Arcadis. 
Een "vernufteling" is een door P.C. Hooft bedacht taalpuristisch neologisme voor ingenieur.

## Prijswinnaars
| Jaar | Winnaar                            | Omschrijving prijswinnaar en toelichting |
| ---- | ---------------------------------- | --- |
| 2005 | DHV                                | Ontwikkeling van de aeroob korrelslibtechnologie (AKT), waarbij bacteriën in afvalwater korrels vormen. |
| 2006 | DHV                                | Membraanbioreactor. |
| 2006 | Witteveen+Bos                      | Methode om de reactor te koppelen aan bestaande rioolwaterzuiveringsinstallaties. |
| 2007 | Techniplan Adviseurs (Rotterdam)   | Duurzaam en bijzonder ontwerp voor de Maastoren: een verwarmings- en koelingssysteem dat gebruikmaakt van thermische energie uit de Maas. |
| 2008 | Grontmij                           | Het project Pharmafilter, een innovatief concept voor de verwerking en zuivering van ziekenhuisafval. |
| 2009 | ARCADIS                            | Het project Sanergy: een combinatie tussen grondwatersanering en een systeem voor warmte- en koudeopslag in de bodem. |
| 2010 | DHV                                | Een nieuwe, innovatieve zuiveringstechnologie die verschillende problemen in bestaande waterzuiveringsinstallaties in een keer oplost. DHV won ook de publieksprijs. |
| 2011 | LBP\|SIGHT                         | Geluiddempende vloer van terracottategels in de nieuwe overkapte binnenplaats van Het Scheepvaartmuseum in Amsterdam. De publieksprijs ging naar het duurzaamste kantoor in Wuhan (China) van Grontmij. |
| 2012 | –                                  | – |
| 2013 | ARCADIS                            | Winterharde wissel: een dakje op de spoorwissel dat voorkomt dat sneeuw en ijs de bewegende delen van een wissel blokkeren. De publieksprijs ging naar Movares voor de gebogen glazen overkapping van het busplatform bij station Amsterdam Centraal. |
| 2014 | Royal HaskoningDHV                 | De opvouwbare sluisdeur: dankzij de boogvorm die deze deuren bij het sluiten aannemen, zijn ze beter dan de traditionele uitvoering bestand tegen de waterdruk. Het opvouwbare houten alternatief kan daardoor veel lichter worden uitgevoerd. |
| 2015 | Ingenieursbureau Nelissen          | project RAI Amtrium: In de restaurants van het Amtrium worden straks zelfgekweekte courgettes, tomaten, pompoenen, boontjes en kruiden geserveerd. Deze komen uit de zogenaamde bloeikas die achter de glazen zuidgevel is gemaakt. De publieksprijs ging naar de 'Kantelsluis' van Royal HaskoningDHV. |
| 2016 | Witteveen+Bos                      | Herstel mangrovebossen: Voor het herstel van mangrovebossen is de aanvoer van slib nodig, dat niet door de golven wordt weggeslagen. Dat kan het beste met half doorlatende dammen van lokaal materiaal als bamboe en takken. Building met Nature werkt hier beter dan harde beschermingsconstructies. De publieksprijs ging naar de 'Shaded Dome' van Royal HaskoningDHV: een tijdelijke hal voor grote evenementen in tropische gebieden. |
| 2017 | Royal HaskoningDHV                 | FlowTack, het systeem dat realtime verkeersdata gebruikt en zorgt voor een betere doorstroming. De publieksprijs ging naar advies- en ingenieursbureau Tauw voor het project Riothermie: de warmte van het afvalwater van een aardappelfabriek wordt gebruikt voor het verwarmen van het zwembad, wat jaarlijks bijna een 250.000 m³ gas uitspaart.                                                                                         |
| 2018 | Ingenieursbureau Nelissen          | Baanbrekend koel- en verwarmingssysteem voor een school in het Brabantse Cuijk. De publieksprijs ging naar advies- en ingenieursbureau Tauw. Dat vormde de provinciale weg N470 in opdracht van de provincie Zuid-Holland om tot een 'energieweg'. |
| 2019 | Witteveen+Bos / Royal HaskoningDHV | De op volledige circulariteit gerichte Waterfabriek in het Gelderse Wilp. De publieksprijs ging naar advies- en ingenieursbureau Tauw. Dat ontwierp een app waarmee kinderen hun eigen schoolplein kunnen ontwerpen. |
| 2020 | Ingenieursbureau ABT               | Eleminair, een luchtzuiveringssysteem dat het mogelijk maakt liften te blijven gebruiken in coronatijd. Ook de publieksprijs ging naar ABT. |
| 2021 | Royal HaskoningDHV                 | Een kleinschalige toepassing van de Nereda-technologie die het mogelijk maakt om plaatselijk rioolwater af te tappen, te zuiveren en te gebruiken. De publieksprijs ging naar Antea Group voor de automatische schadebeeldherkenning waarmee de inspectie van civiele kunstwerken makkelijker kan worden uitgevoerd. |
| 2022 | -                                  | - |
| 2023 | Antea Group                        | Met Closing The Loop ontwikkelde Antea Group het eerste circulaire viaduct van Nederland: het vernieuwde Daalderweg-viaduct bij Nuth. Hiermee wonnen ze zowel de juryprijs als de publieksprijs. |
| 2024 | Royal HaskoningDHV                 | Onder de naam Aurea ontwikkelde Royal HaskoningDHV een nieuwe technologie waarmee medicijnresten uit het water kunnen worden gehaald. Dit jaar ging de publieksprijs naar Sweco voor hun werk bij de vervanging van kademuren aan de Amsterdamse grachten. |
| 2025 | n.n.b.                             | n.n.b. |